# Felsina (geslacht)
Felsina is een monotypisch geslacht van spinnen uit de  familie van de Thomisidae (krabspinnen).

## Soort
- Felsina granulum (Simon, 1895)